# 三原伊織奈
三原 伊織奈（みはら いおな、1977年2月16日 - ）は、東京都出身の女優/タレント/声優/ナレーター。身長160cm、靴の大きさ24cm、血液型はA型。特技は声楽/ピアノ、趣味は映画鑑賞、舞台鑑賞、読書。所属は未遊プロジェクト（宮津ルーム）

## 出演

### テレビ

#### NHK
- ウイークエンドジョイ

#### 日本テレビ系列
- 峰竜太のホンの昼メシ前
- ラストプレゼント 娘と生きる最後の夏 第4話 - 秘書 役

#### TBS系列
- 中居正広の金曜日のスマたちへ 杉田かおる編 - 杉田かおる 役
- ブラックジャックによろしく 第5話 - 美香 役
- 高原へいらっしゃい 第6話 - カップル 役
- 逃亡者 RUNAWAY 第5話 - 受付嬢 役
- 夫婦。 第5話 - 花嫁 役
- 弁護士のくず 第3話 - 婦人警官 役
- タイヨウのうた 第6話 - レポーター 役
- 花より男子
- 誰よりもママを愛す - 美容師同僚 役
- 花嫁は厄年ッ!
- ブラッディ・マンデイ 第2話・第3話 - 石川松子 役

月曜ミステリー劇場
- 横山秀夫サスペンス 真相 - 鈴木佐知子 役
- こちら森中探偵堂 - 占い番組レポーター 役
- ホステス探偵危機一髪 - ホステス 役
- 愛・輪廻のワルツ - 看護婦 役

#### フジテレビ系列
- こたえてちょーだい!
- 電車男 第5話 - 佐久間看護婦 役
- ザ・ジャッジ
- 世にも奇妙な物語 秋の特別編 リモコン - ひとみ 役
- キャバクラかよ! - キャバ嬢 役
- ランチの女王 最終話
- 永遠の君へ 第36話 - 女性客 役
- WATER BOYSSP
- 東京タワー 〜オカンとボクと、時々、オトン〜 第8話（2007年1～3月、フジテレビ系列）
- スリルな夜 シリーズ1「子育ての天才」（2007年4～6月、フジテレビ系列） - ダンスの先生 役
- 婚カツ! 第1話‐

#### テレビ朝日
- 獣拳戦隊ゲキレンジャー 第6話
- 仮面ライダー剣 第28話 - 看護婦 役
- 松本清張 けものみち 第1・2・5話 - 仲居ともこ 役
- 特命係長 只野仁 SP06（2006年）

土曜ワイド劇場
- 棟居刑事の純白の証明
- おとり捜査官・北見志穂7 - 杉山晴美 役

#### テレビ東京
- 水曜ミステリー9 篝警部補の事件簿3 浅間大滝殺人水脈 - 杉本ゆかり 役
- 怪奇大家族第9、10話
- メディアリテラシー

#### CS
- ブルーベリーの秘密
- 旅チャンネル
- サイエンスフロンティア21第28回 リポーター

#### 静岡朝日テレビ
- JAMm

### 映画
- Simple - アヤ 役（黒木大紀監督）
- ピアノの森
- アウトレイジ（北野武監督）

### モデル
- JALshopWeb
- メルチョ@
- jungle style

### CM
- モスバーガー きちんと手編
- 自動車普及協会
- フラワーアレンジメント
- テツソートランクルーム
- eo光
- ろうきん 春の住宅ローン編

### VP
- ホンダ
- 日産自動車
- メルセデス
- 資生堂
- 第一生命

### ラジオ
- 文化放送 交通キャスター

### その他
- 大國魂神社節分祭 豆まき式
- 高幡不動尊豆撒式